# Марстреммен
Марстреммен (швед. Marströmmen) — мала річка на півдні Швеції, у східній частині Йоталанду. Площа басейну — 496,1 км². 
На річці побудовано ГЕС "Ölvedals Kvarn" із встановленою потужністю 0,29 МВт та з середнім річним виробництвом близько 0,677 млн кВт·год. 